# Mostovskoie (Sverdlovsk)
|  | Per a altres significats, vegeu «Mostovskoie». |

Mostovskoie (en rus: Мостовское) és un poble de l'óblast de Sverdlovsk, a Rússia, segons el cens del 2010 tenia 364 habitants.